# Ahmed Naseer

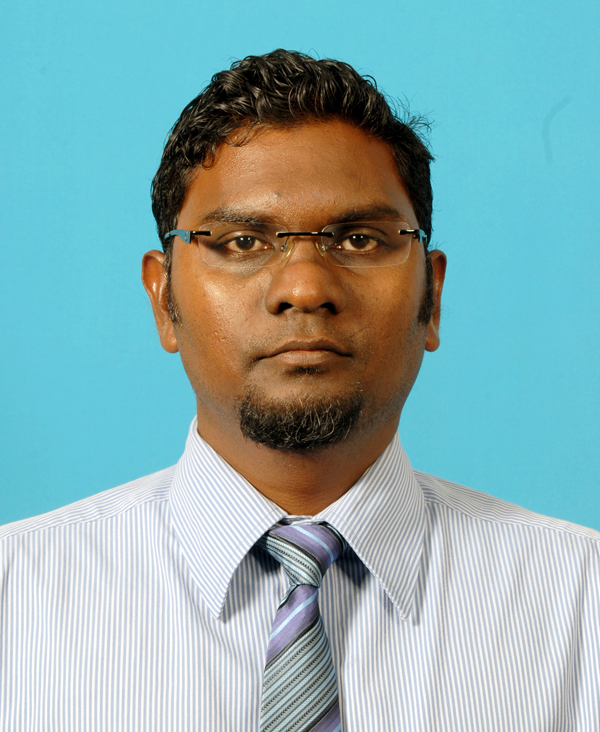
Ahmed Naseer (2011)

Ahmed Naseer (geboren am 31. Oktober 1975 auf den Malediven) ist ein maledivischer Wirtschaftswissenschaftler und ehemaliger Gouverneur der maledivischen Währungsbehörde von August 2017 bis Juli 2019.
Naseer wuchs in Malé, der Hauptstadt der Malediven, auf und besuchte die Iskandar-Schule und die Majeediyya-Schule. Nach Abschluss des GCE O trat er in das Science Education Center für seine höhere Sekundarausbildung ein. Seinen Bachelor-Abschluss in Wirtschaftswissenschaften erhielt er von der Curtin University, Perth, Australien. Er erwarb auch ein Diplom in Pädagogik von Curtin. Im Jahr 2007 erhielt Naseer ein Fulbright-Stipendium und schloss seinen MA in Wirtschaftspolitik am Williams College, Massachusetts, Vereinigte Staaten, ab.
Nach drei Jahren im Bildungssektor trat er als stellvertretender Direktor in das Finanz- und Schatzministerium ein. Nach Abschluss seines Magisterstudiums trat er in die maledivische Währungsbehörde (MMA), die Zentralbank des Landes, ein. Im April 2011 wurde er dann als Staatsminister für Finanzen in die Regierung berufen.
Naseer trat gegen Ende Dezember 2011 von seinem Regierungsamt zurück.
Naseer ist seit fünf Jahren aktiv im Tourismussektor tätig und gehört zu den Gründern der 'Guest House Association of Maldives'. Naseer gilt auch als Pionier des lokalen Inseltourismus auf den Malediven. Mit der Eröffnung seines Gästehauses WhiteShell Beach Inn auf der Insel Maafushi eröffnete Naseer das erste Gästehaus auf einer lokalen Insel.